# José María Plaza (periodista)

## Biografía
Licenciado en Periodismo, ha trabajado como periodista cultural, primero en Diario 16 y después en El Mundo. También dirigió los suplementos Cuadernos de Educación y El MiniMundo. Actualmente se dedica casi exclusivamente a la literatura.
De muy joven, publicó dos libros de poemas: Pequeña historia sagrada, con prólogo de José Hierro y Nuestra elegía I, en la colección Endymión. En 1995, obtuvo el accésit del Premio Edebé con No es un crimen enamorarse, una novela juvenil que quedó finalista del Nacional, lo mismo que, quince años después, su sexto título de la serie Los Sin Miedo, Atrapados en el Parque de Atracciones. Dos de sus libros han sido distinguidos con el Mirlo Blanco (White Raven) de la Biblioteca Internacional de Munich, que selecciona los mejores títulos del año publicados en todo el mundo: El paranguaricutirimícuaro que no sabía quién era y En septiembre llegó el desastre.
Tras el éxito de No es un crimen enamorarse abandonó el periodismo diario para centrarse en la literatura. Desde entonces, ha publicado más de 50 títulos para niños, jóvenes y adultos. El más destacado fue Mi primer Quijote, ilustrado por Jvlivs, libro que vendió más de cien mil ejemplares en un año, y fue traducido al chino, coreano y japonés, idioma al que también se han traducido El paranguaricutírimicuaro que no sabía quien era y Yo quiero ser Raúl, una novela sobre la afición al fútbol, que cuenta la lucha de un chico por convertirse en un jugador tan grande como su héroe. En la colección Leo con Disney, publicó Ya soy mayor, una historia de Goofy y Max, su hijo
De sus libros para niños, hay que resaltar el humor, la ternura. la imaginación y la aparente sencillez de su estilo literario. En sus novelas juveniles predomina la vida cotidiana, el enredo y la “comedia sentimental”, excepto en Que alguien me quiera cinco minutos, una historia de amor entre dos chicas en los oscuros años noventa.
Ha publicado cuatro antologías históricas para jóvenes de la literatura española, según los géneros: En un lugar de la memoria (narrativa); Llamé al cielo y no me oyó (teatro), La rebelión de las ideas (ensayo) y Entre el clavel y la rosa (poesía), libro reeditado en la colección Austral, en el que se incluyen cinco poemas inéditos de Juan Ramón Jiménez. Publicó tres antologías de poesía para cada uno de los ciclos de Primaria: Tungairá, Alibarú y Pajarulí. Años después realizó otras tres nuevas antologías de poesía infantil, Zoo Vivo, Ventanales y, Espejismos.
, ilustradas por Ágatha Ruiz de la Prada, diseñadora que también ilustró De todo corazón. 111 poemas de amor, una antología de poemas para adolescentes que ha superado la 23 edición.
Su serie de  pandillas y misterio en escenarios de terror, Los Sin Miedo  es muy popular entre los jóvenes lectores y ha alcanzado los doce títulos. Sus portadas son de Noemí Villamuza. Se ha traducido al turco. El juego del Universo, una novela divulgativa sobre el cosmos, está protagonizada por los mismos personajes de la serie y puede considerarse una pre-cuela de Los Sin Miedo.
En el año 2008 hizo la exposición fotográfica Mi Burgos Aires querido en la sala de Consulado del Mar de Burgos. Y en esa misma sala expuso, en el año 2015, dos centenares de fotografías, hechas junto a sus hijos Laura Wins Plaza y Miguel Plaza, tituladas El camino de Santiago a paso de Iphone. 
Creó Las Cuatro y Cuarto, empresa con la que produjo la obra de teatro infantil El loco cuento de todos los cuentos, dirigida por David Colorado, que se representó en el Teatro Fígaro de Madrid el último trimestre del año 2012. También produjo Los Sin Miedo en La casa de los esqueletos asustados, dirigida por Carlos Silveira, e interpretada por Teresa Monteiro, Nerea Gorriti, Javier López Martínez y Borja Flöu, que se representó en el teatro Alcázar-Cofidis y Fígaro en la primavera y el otoño del 2015.

## Obras

### Literatura infantil
- Mi casa parece un zoo. Editorial SM. 1998
- Papá se ha perdido. Ilustraciones de Jvlivs. Editorial Edebé. 1998
- Tungairá. Mis primeras poesías. Ilustraciones  Carmen Lucini. Everest.1999
- Alibarú. La ronda de las estaciones. Ilustraciones Violeta Monreal. Everest. 1999
- Pajarulí. Poemas para seguir andando. Ilustraciones Noemí Villamuza. Everest. 1999
- Mis primos están locos. Ilustraciones de Pablo Amargo. Espasa. 2000
- El paranguaricutirimícuaro que no sabía quién era. (White Raven de la Biblioteca Internacional de Múnich). Ilustraciones de Gallego. Espasa. 2001
- El mundo está lleno de monstruos. Ilustraciones Noemí Villamuza. Editorial SM. 2001
- David y el monstruo que no sabía quién era. Ilustraciones de Jvlivs. Editorial SM, El Barco de Vapor. 2001
- Ya soy mayor. Colección Leo con Disney. Espasa. 2002
- David y el monstruo pierden un tesoro. Ilustraciones de Jvlivs. Editorial SM, El Barco de Vapor. 2003
- El gran doctor. Ilustraciones de Emilio Urberoaga. Anaya. 2003
- Yo quiero ser Raúl. Editorial SM. 2004
- El monstruo, ploff, pequeñito. Editorial SM, El barco de Vapor. 2005
- ¿Quién era Cristóbal Colón? Ilustraciones de Natascha Rosenberg. Edebé. 2006
- La noche de las promesas. Ilustraciones Natascha Rosenberg. Ediciones Autor, 2007.
- El juego del Universo. Ilustraciones de María Espejo. Santillana. 2008
- Madrid. De la A a la Z. Poemas para niños. Everest. 2008
- Zoo Vivo. Poemas con animales. Editorial Edebé. 2013[2]
- Ventanales. Poemas para mirar el mundo. Edebé. 2013
- Espejismos. Poemas entre el suelo y el cielo. Edebé. 2013
- El loco cuento de todos los cuentos. Teatro. Ilustraciones de Jvlivs. Santillana. 2014
- La luna de Nueva York. Poemas. Ilustraciones de Pilar Hoces. Mueve tu Lengua, 2019
- Cid. El primer caballero, 2020

### Libros clásicos
- Mi primer Quijote. Ilustraciones de Jvlivs. Espasa. 2004
- Las ingeniosas travesuras del Pequeño Quijote y sus amigos. Ilustraciones de Jvlivs. Espasa. 2005
- ¡Tierra a la vista! La historia de Cristóbal Colón. Ilustraciones de Jvlivs.Espasa. 2005
- Misión Oriente. La aventura de Francisco Javier. Ilustraciones de Jvlivs. Gobierno de Navarra. 2006
- Mi primer Cid. Ilustraciones de Jvlivs. Espasa. 2006

### Libros juveniles
- No es un crimen enamorarse. Edebé. 1995
- De todo corazón, 111 poemas de amor. Ilustraciones de Ágatha Ruiz de la Prada. SM. 1998
- En un lugar de la memoria. Antología de la narrativa española. Espasa. 1999
- Llamé al cielo y no me oyó. Antología del teatro español. Espasa. 1999
- La rebelión de las ideas. Antología del ensayo español. Espasa. 2001
- ¡Que alguien me quiera cinco minutos! Montena. 2001
- En septiembre llegó el desastre. Edebé. 2002
- Me gustan y asustan tus ojos de gata. Planeta-Oxford. 2004
- Entre el clavel y la rosa. Antología de la poesía española. Espasa. 1998; colección Austral, 2007

### Libros para adultos
- Luis Eduardo Aute. Colección Los Juglares. Júcar. 1984
- Las 33 carreras con más futuro. Prólogo de Francisco Michavilla. Espasa. 1999
- Corazón Ágatha. De la movida madrileña a la conquista de París. Plaza y Janés. 2000
- Canciones de amor y dudas. Ilustraciones de Antonio de Felipe. Prólogo de Luis Eduardo Aute. Epílogo de Teddy Bautista. Editorial SM. 2000
- Cuando mi pareja se fue. Amor, rupturas y superación (En colaboración con Suzanne Cohen). Prólogo de Carmen Alborch. Espasa. 2001
- La espera. (XII Premio Internacional de Novela Luis Berenguer). Algaida. 2003[3]
- ¡A por ellos! Todo sobre el fútbol(o casi). Ilustraciones de Gallego. Espasa. 2008
- Las historias de terror del Libro rojo de David. Ilustraciones de Medusa Dollmaker. Edebé. 2011
- El órgano y otras historias de terror del libro rojo de David. Portada de Medusa Dollmaker. Amazon. 2019
- La divertida, irracional y divertida Historia de España. Portada Gallego. Amazon. 2019.
- Los Beatles y ellas. Ilustraciones de Marta Ponce. Mueve tu lengua. 2020

### Serie Los Sin Miedo
- La casa del fin del mundo. Edebé. 2008
- El castillo de los guerreros sin cabeza. Edebé. 2008
- El campamento del Zorro Vengador. Edebe. 2009
- El cementerio de los espectros sangrantes. Edebé. 2009[4]
- El colegio del sótano maldito. Edebé. 2010
- Atrapados en el Parque de Atracciones. Edebé. 2010
- Al final de la Costa de la Muerte. Edebé. 2011
- Luces negras en la montaña sagrada. Edebé. 2011
- La Puerta Secreta del Museo del Prado. Edebé. 2012
- El tablero del fin del mundo. Edebé. 2014
- Huellas secretas en el camino. Edebé. 2016